# Vacariça
Vacariça é uma povoação portuguesa sede da Freguesia de Vacariça do Município de Mealhada, freguesia que tem 18,67 km² de área e 1678 habitantes (censo de 2021), e, por isso, uma densidade populacional de 89,9 hab./km².

## História
A primeira referência ao nome de Vacariça é de 1002, numa doação registada no Livro Preto da Sé de Coimbra, daí se considerar que a sede de freguesia tem mais de mil anos.
Foi cabeça de um antigo couto constituído pelas freguesias de Vacariça, Luso e Mealhada onde o antigo mosteiro tinha influência bem documentada desde o Mondego até ao Douro, infelizmente não chegou aos nossos dias de hoje e na atualidade nenhuma prova física do velho mosteiro, apenas os seus relatos documentados.
A Vacariça foi concelho entre 1514 e 1837, altura em que a sede concelhia passou para a Mealhada, o que motivou a mudança de designação do concelho. Apesar disto, até 1944 a vila da Mealhada continuou a pertencer à freguesia da Vacariça, só nessa data sendo desanexada a freguesia da Mealhada.
Tinha, em 1801, 2326 habitantes e 47 km² de área.

## Demografia
Nota: Com lugares desta freguesia foi criada, pelo decreto-lei nº 33.730, de 24/06/1944, a freguesia de Mealhada.
A população registada nos censos foi:
| Distribuição da População por Grupos Etários | Distribuição da População por Grupos Etários | Distribuição da População por Grupos Etários | Distribuição da População por Grupos Etários | Distribuição da População por Grupos Etários |
| -------------------------------------------- | -------------------------------------------- | -------------------------------------------- | -------------------------------------------- | -------------------------------------------- |
| Ano                                          | 0-14 Anos                                    | 15-24 Anos                                   | 25-64 Anos                                   | > 65 Anos                                    |
| 2001                                         | 288                                          | 312                                          | 1084                                         | 396                                          |
| 2011                                         | 239                                          | 182                                          | 1055                                         | 469                                          |
| 2021                                         | 163                                          | 153                                          | 874                                          | 488                                          |

## Geografia

### Lugares
Além da sede, a Freguesia de Vacariça é composta dos seguintes lugares: Travasso, Carreira, Lameira de S. Geraldo, Lograssol, Pego, Quinta do Vale, Quinta do Valongo e Santa Cristina.
As cidades mais próximas são Mealhada, Coimbra, Cantanhede e Anadia. As vilas mais próximas são o Luso, Pampilhosa da Serra, Penacova e Mortágua.
Apeadeiro (Linha da Beira Alta): Vacariça/Quinta do Valongo.
Monumento/hotel: Solar da Vacariça (Turismo de Habitação).